# Auzon
Auzon település Franciaországban, Haute-Loire megyében. Lakosainak száma 874 fő (2022. január 1.). Auzon Azérat, Saint-Hilaire, Vergongheon, Vézézoux, Saint-Jean-Saint-Gervais és Saint-Martin-d’Ollières községekkel határos.

## Népesség
A település népességének változása:
| Lakosok száma | 1007 | 1047 | 920  | 904  | 876  | 880  | 896  | 898  | 905  | 874  |
|               | 1968 | 1982 | 1990 | 2006 | 2013 | 2015 | 2017 | 2019 | 2020 | 2022 |